# Нейман Самуїл Мойсейович
Самуї́л Мойсе́йович Нейман (дав-євр. שמואל בן משה נאמן Шемуель бен Моше Нееман; 1844, Євпаторія — 1916, Євпаторія) — виконувач обов'язків Таврійського і Одеського караїмського гахама, старший газзан Соборної кенаси Євпаторії, меламед в Олександрівському караїмському духовному училищі. Брат (по батьку) художника Товіеля Неймана.

## Біографія
Самуїл Нейман є нащадком знаменитого Веніаміна-Ага бен Шемуеля Неемана (? -1824, Чуфут-Кале) — видатного державного діяча в Криму при двох останніх татарських ханах. Завдяки діяльності Веніаміна-Ага караїми були визнані окремим народом і звільнені від подвійного податку.
Прізвище Нейман походить від давньоєврейського слова «Нееман» (дав-євр. נאמן), що в перекладі означає «вірний, чесний».
Самуїл Мойсейович Нейман народився у 1844 році в Євпаторії. Він був сином і учнем вченого меламеда і газзана Євпаторійських кенас Мойсея Самуїловича Неймана. У 1860 році, закінчивши Євпаторійський мидраш, Самуїл отримує звання «ерби». З січня 1895 затверджений на посаду молодшого газзана у Соборній кенасі Євпаторії і стає членом Таврійського і Одеського караїмського духовного правління. З липня 1912 був затверджений на посаді старшого газзана. Служив викладачем староєврейської мови в ОКДУ з 1896 по 1903 рр., а з 1899 по 1903 рр. був вчителем в казенній жіночій гімназії.
Самуїл Нейман займався колекціонуванням старовинних караїмських та єврейських книг і рукописів. Ця цінна бібліотека, яка включала в себе 600 примірників, після смерті її власника була придбана караїмським духовним правлінням і передана в караїмську бібліотеку «Карай-Бітіклігі».
Помер у 1916 році в Євпаторії.